# ARQ: 時の牢獄
『ARQ: 時の牢獄』（原題:ARQ）は2016年に配信された米加合作のSF映画である。監督はトニー・エリオット、主演はロビー・アメルとレイチェル・テイラーが務めた。

## ストーリー
ある日、レントンは元カノのハンナの側で目を覚ます。その直後、4人の男が部屋に乱入してきて、レントンを人質に取る。レントンは何とか逃げ出すが、逃走中に首の骨を折って死んでしまう。そして彼はハンナの側で目を覚ます。またしても4人の男が部屋に乱入してくるが、今度はハンナも人質に取られてしまう。リーダー格の男は自らを"父"と名乗り、残りの3人はソニー、"兄"、カズという名前で呼ばれる。カズは部屋にあったARQを不用意にいじったために感電死する。父は反乱軍（ブロック）に所属していると明かした上で、レントンが所属する巨大企業（トーラス）に身代金かスクリプトのどちらかを提出するよう求める。
困惑したハンナがレントンを問い詰めると、彼はトーラスでARQという永久機関の開発に関与していたことを認める。トーラスがARQの開発を断念したとき、夢を諦めきれなかったレントンは研究資料と試作品を盗み出していた。レントンはブロックの狙いがそれらにあると考える。レントンはハンナを連れて逃げ出すが、逃走中にまたしても死んでしまう。また最初からやり直すことになったレントンは、今度は自分一人で脱走する。しかし、ハンナがブロックの一味の"母"であることが判明し、レントンの目論見は崩れてしまう。彼は渋々ARQに関する情報を3人に渡すが、直後にソニーに射殺される。
再び目覚めたレントンは裏切ったハンナを問い詰める。ハンナは自分を見捨ててトーラスでの研究を選んだレントンを恨んでいたのだという。彼女はトーラスに対する恨みも抱える。ハンナを信用しないながら、レントンは彼女を逃がしてやる。犯人との交渉中、レントンは彼らにシアンガスを吹き付けて行動不能にし、その隙にARQのスクリプトを分割する。レントンは取り引きを破棄し、ハンナの身柄を自分に引き渡すよう要求するが、ハンナはそれを拒絶する。取っ組み合いの最中に、レントンはハンナに誤って射殺される。レントンは再びハンナの側で目覚めるが、今度はハンナも前回のループの出来事を覚えている。ARQがタイムループを起こす原因なのではないかと考えるレントンを他所に、ハンナはARQをブロックに提供しろとせっつく。犯人たちとのやり取りの末、今度はソニーがトーラスに雇われた殺し屋であることが判明し、ソニーはその場にいた人間を皆殺しにする。
振り出しに戻ったレントンとハンナはARQをトーラスの手に渡さない方針で一致する。ただ、レントンはブロックに対して不信感を抱き続ける。2人は父に協力を求めるが、不審な動きに気が付いたソニーが父を銃撃し、兄を殴って意識不明の状態にする。何とかソニーを殺したレントンは父の治療を試みるが、レントンに昏倒させられたと勘違いした兄に射殺される。次のループではソニーにも前のループの記憶があり、直ちに父と兄を殺す。レントンはARQが永久機関ではなく、3時間ごとにリセットし直してフルパワーに戻っていると考える。ソニーはトーラスの援軍を呼び、ARQを回収しようとするが、自分の命を犠牲にしたレントンによって阻まれる。
次のループでは、ソニーがカズの命を救い、父と兄を殺す。レントンとハンナはシアンガスでソニーとカズを殺すが、ハンナはソニーの残した罠にかかって死ぬ。レントンはARQを破壊せず、次のループを始めさせる。
今度のループでは、前のループの記憶を持つ父と兄がレントンとハンナに協力する。だがソニーが4人を制圧し、レントンに強いてARQを停止させ、停電の中で父と兄は死ぬ。トーラスの援軍が迫る中、レントンとハンナは脱出する。だがタイムループが敷地内に限られていることを知り、ARQをソニーに渡さないために戻り、カズを殺す。ソニーはARQを再起動するがレントンに殺される。ビデオ映像とARQのログから、ループを9回繰り返すごとに二次ループが始まり、記憶がリセットされることがわかる。彼らは二次ループを何千回も繰り返しており、今が9回目の一次ループであることを知り、次のループの自分たちにビデオ映像を残して、トーラスの援軍が来る前にARQをブロックに渡すよう求める。ロボットが侵入して二人を殺すが、ハンナはレントンの側で目覚める。

## キャスト
※括弧内は日本語吹替
- ロビー・アメル - レントン（阪口周平）
- レイチェル・テイラー - ハンナ/母（木下紗華）
- ショーン・ベンソン - ソニー（白熊寛嗣）
- グレイ・パウエル - グリム/父
- ジェイコブ・ニーエム - 兄
- アダム・ブッチャー - カズ
- タントゥー・カーディナル - 教皇
- ニコラス・ヴァン・ブレック - ニュース番組の司会者
- その他の日本語吹き替え：後藤ヒロキ／西宏子／永田昌康／志村知幸／奈良徹

日本語版スタッフ：演出：依田孝利、翻訳：浅野倫子、制作：東北新社

## 製作
本作の企画が世に出たのは2008年のことであった。『オーファン・ブラック 暴走遺伝子』の監督に採用されるべく、トニー・エリオットが製作サイドに提出した企画書が本作の原案であった。その企画書の権利は同番組の製作者によって買われたが、映像化に至ることがないまま、エリオット本人に権利が返ってくることとなった。その直後、ネットフリックスがエリオットに本作の映画化を持ちかけてきたのだという。2016年1月、ネットフリックスは本作をオリジナル映画として製作・配信することを正式に発表した。また、同月中にロビー・アメルとレイチェル・テイラーの起用が決まった。本作の主要撮影はトロントで19日間にわたって行われた。

## 公開・評価
2016年9月6日、本作は第41回トロント国際映画祭でプレミアを迎えた。
映画批評集積サイトのRotten Tomatoesには7件のレビューがあり、批評家支持率は50%、平均点は10点満点で4.9点となっている。